# Barousse
De barousse is een Franse kaas uit het hoge berggebied van de Pyreneeën, uit de kleine vallei van de Ourse, de barousse.
De barousse kan zowel van schapenmelk als van koemelk gemaakt worden (wel van de pure melk van een van de twee, geen gemengde producten). Er is maar één producent van deze kaas, Denis Sost. De kaas wordt maar in een kleine hoeveelheid gemaakt en is buiten de streek vrijwel niet verkrijgbaar. De kaas is goed vergelijkbaar met de esbareich. De kaas heeft een eigen karakter doordat de beesten alleen de kruiden van het berggebied als voedsel krijgen.
De barousse is van het type gewassenkorstkaas, gedurende het rijpen wordt de kaas regelmatig gewassen met pekel. De kaas rijpt minimaal 2 maanden tot zes maanden. Resultaat hiervan is een sterk geurende kaas, met een gladde okerkleurige korst en een smeuïge kaasmassa waarin een groot aantal kleine gaatjes zit.